# Oxira deparca
Oxira deparca är en fjärilsart som beskrevs av Butler 1879. Oxira deparca ingår i släktet Oxira och familjen nattflyn. Inga underarter finns listade i Catalogue of Life.